# Comitat de Primorje-Gorski Kotar

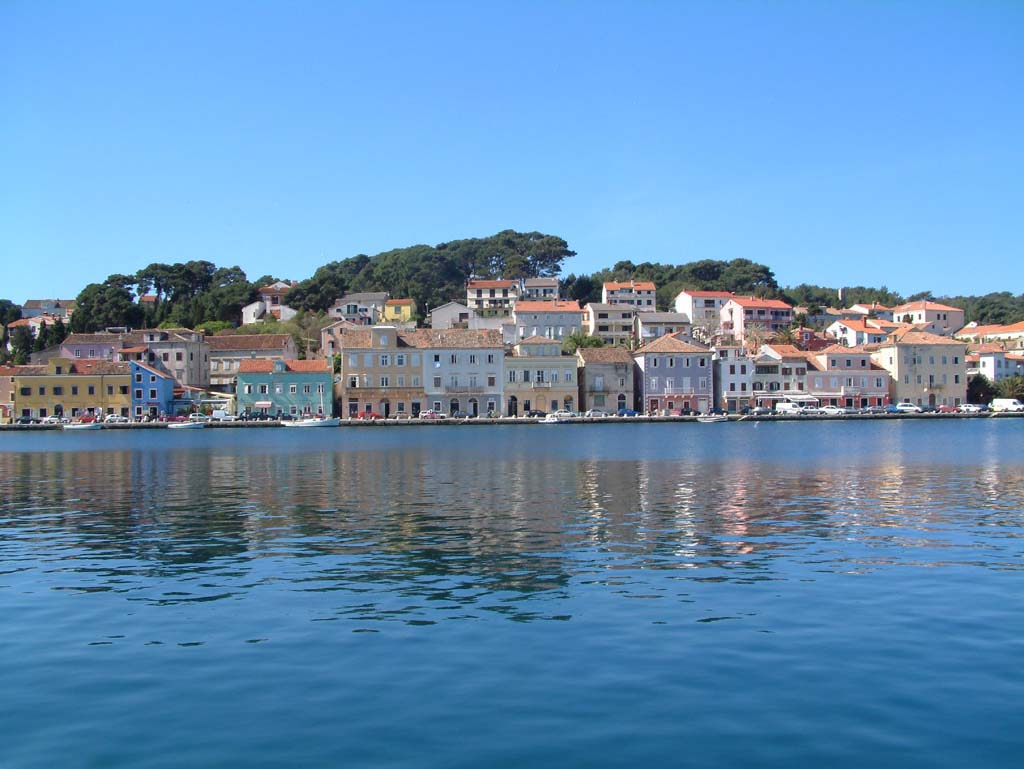
L'île de Lošinj

Le comitat de Primorje-Gorski Kotar (en croate Primorsko-goranska županija) est un comitat croate situé à l'ouest de la Croatie, en Istrie. Le chef-lieu est la ville de Rijeka. Selon le recensement effectué en 2011 le comitat est peuplé de 296 195 habitants.

## Géographie
Le comitat de Primorje-Gorski Kotar est bordé au sud par la mer Adriatique, sur la côte croate septentrionale ; il comprend notamment la baie de Kvarner (en croate : Kvarnerski zaljev) et la région montagneuse des Gorski Kotar. Le comitat inclut également les îles de Krk, Cres, Lošinj et Rab.

## Villes et municipalités
Le comitat de Primorje-Gorski Kotar comprend 14 villes et 21 municipalités.

### Villes
- Bakar 7 773
- Cres 2 959
- Crikvenica 11 348
- Čabar 3 487
- Delnice 6 262
- Kastav 8 891
- Kraljevica 4 579
- Krk 5 491
- Mali Lošinj 8 398
- Novi Vinodolski 5 282
- Opatija 12 719
- Rab 9 480
- Rijeka 144 043
- Vrbovsko 6 047

### Municipalités
- Baška 1 554
- Brod Moravice 985
- Čavle 6 749
- Dobrinj 1 970
- Fužine 1 855
- Jelenje 4 877
- Klana 1 931
- Kostrena 3 897
- Lokve 1 120
- Lopar 1 204
- Lovran 3 987
- Malinska-Dubašnica 2 726
- Matulji 10 544
- Mošćenička Draga 1 641
- Mrkopalj 1 407
- Omišalj 2 998
- Punat 1 876
- Ravna Gora 2 724
- Skrad 1 333
- Vinodolska 3 530
- Viškovo 8 907
- Vrbnik 1 245